# Rikke Schmidt
Rikke Petersen-Schmidt (ur. 14 stycznia 1975 w Aarhus) – duńska piłkarka ręczna, wielokrotna reprezentantka kraju, bramkarka. Mistrzyni olimpijska z 2000 i 2004.

## Kariera sportowa
Treningi rozpoczęła w 1981. W dorosłej kadrze debiutowała w 1999. Brała udział w kilku turniejach mistrzostw świata i Europy, w 2004 była srebrną medalistką mistrzostw starego kontynentu. Grała w zespołach HK 71 Egernsund (1981-1991), Vidar Sønderborg (1991-1995), KIF Kolding (1995-2002), Slagelse FH (2002-2005), Aalborg DH (2005-2006) i Ikast-Bording EH (2006-2007).